# Tom Carper
Thomas Richard Carper (Beckley, Virginia Occidental, Estados Unidos; 23 de enero de 1947) es un político estadounidense afiliado al Partido Demócrata. Desde 2001 hasta 2025 representó al estado de Delaware en el Senado de ese país. De 1993 a 2001 fue gobernador de Delaware.